# Vrångö
Vrångö ( pronúncia) é a ilha habitada mais ao sul do arquipélago do Sul de Gotemburgo, no estreito de Categate, na província da Gotalândia Ocidental. Pertence à freguesia administrativa de Gotemburgo Ocidental,  a comuna de Gotemburgo e ao Condado da Gotalândia Ocidental.[carece de fontes?] Tem cerca de 400 habitantes permanentes. O acesso à ilha é feito por balsa até ao cais de Mittvik, no lado oriental, ficando a povoação e o porto de pesca no lado ocidental. A área não habitada constitui uma reserva natural, com caminhos turísticos e locais de banho.

## Galeria

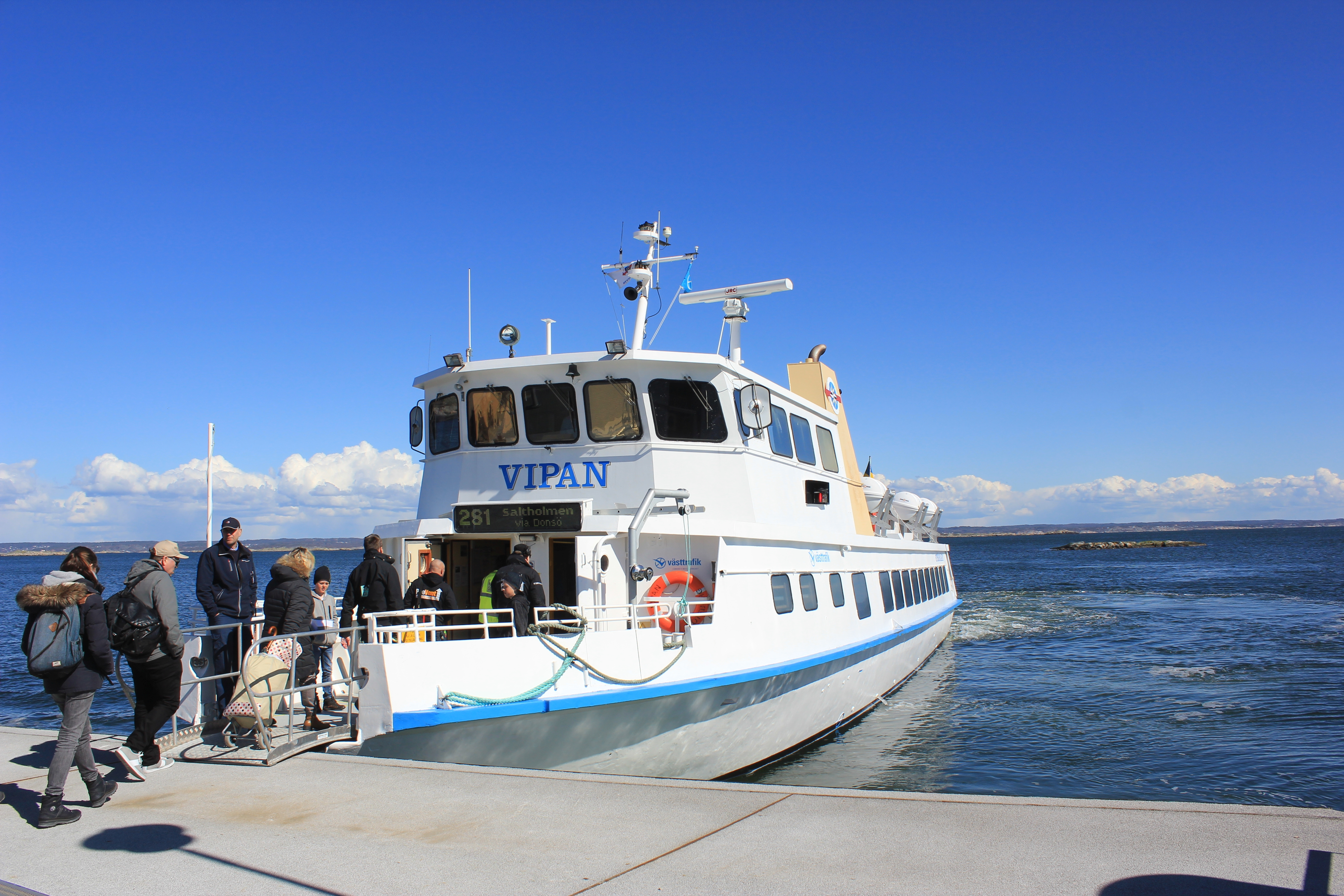
O ferry boat para Vrångö.
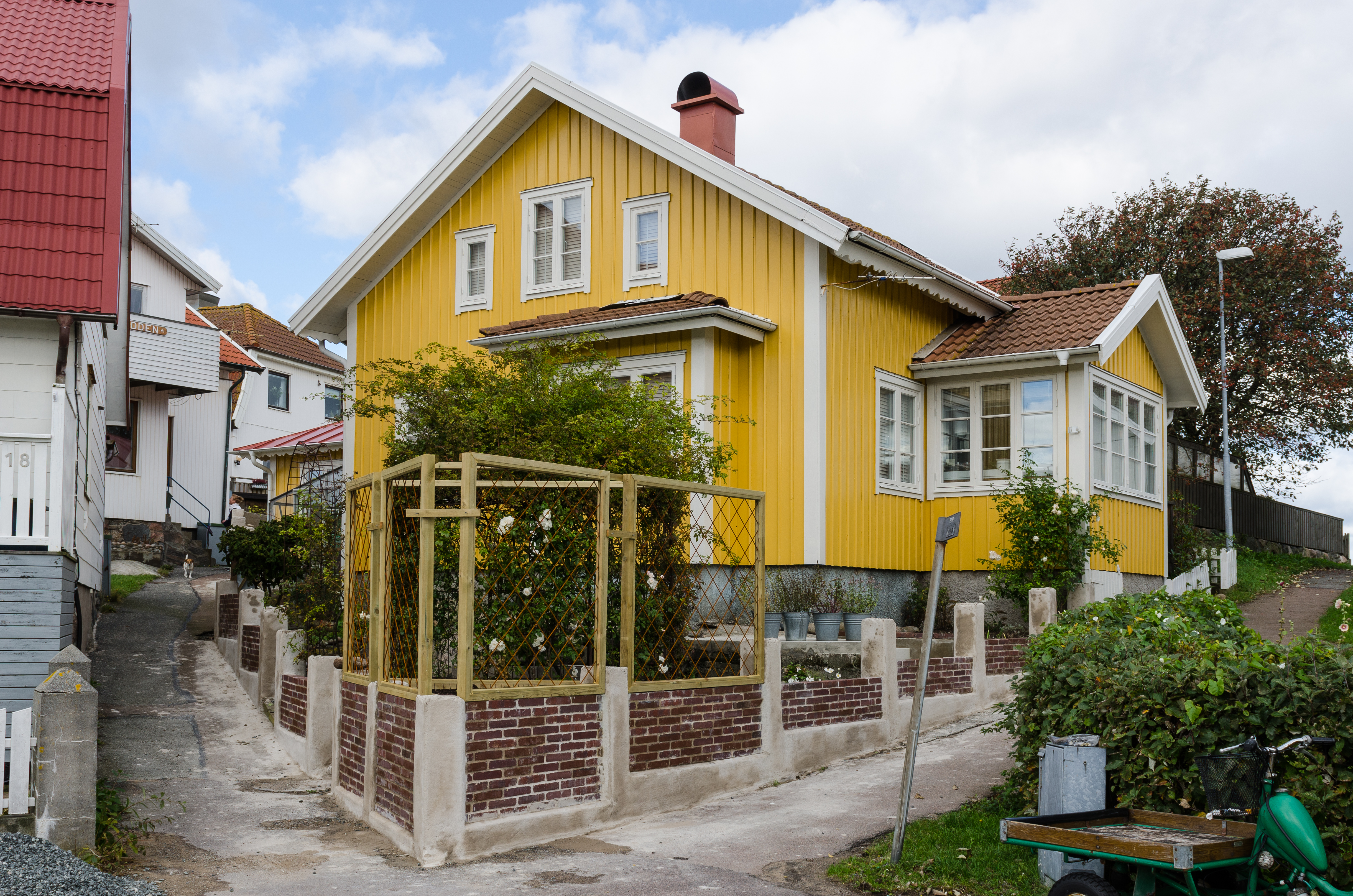
Casas de Vrångö.
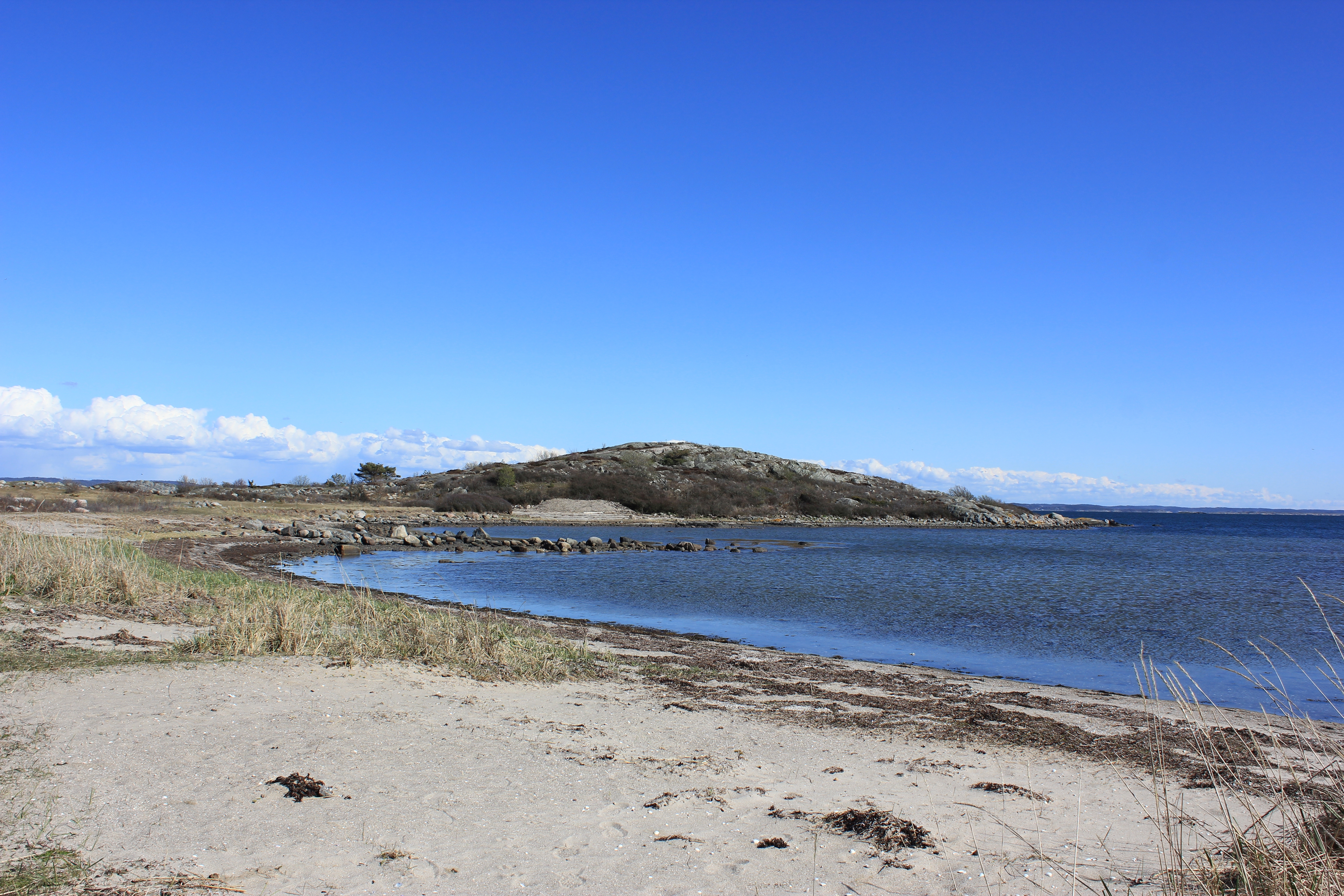
Praia de Nötholmen